# Euryproctus caucasiator
Euryproctus caucasiator är en stekelart som beskrevs av Aubert 1998. Euryproctus caucasiator ingår i släktet Euryproctus och familjen brokparasitsteklar. Inga underarter finns listade i Catalogue of Life.